# Antonio Maria Arrighi
Antonio Maria Arrighi (* 1689 in Corte auf Korsika; † um 1760) war ein italienischer Rechtsgelehrter.

## Leben
Antonio Maria Arrighi entstammte einer korsischen Familie, die mit dem Geschlecht der Bonaparte verschwägert war. Er studierte an der Universität Padua, wo er zum Doktor des Zivilrechts und kanonischen Rechts promovierte. An derselben Universität wurde er 1727 zum Professor des Jus Pontificium ernannt, also jenes Zweigs des Kirchenrechts, der die Dekretalen und Statuten der Päpste behandelt und vom Jus Conciliare zu unterscheiden ist, das sich mit den Konzilskanones befasst. Einige Jahre später erhielt Arrighi den Lehrstuhl für Zivilrecht, den er bis mindestens 1753 innehatte. Durch einen Beschluss des venezianischen Senats wurde er 1741 zum Ehrenbürger Venedigs ernannt.
Arrighi verfasste folgende Werke:
- Oratio de repetendis fontibus Juris Pontificii, habita in Gymnasio Patavino, Padua 1727
- De Jure Pontificum universo Acroases IV. habitae in Gymnasio Patavino, mense Novembri, 1727, Padua 1728
- Juris Pontificiii Historia quatuor disputationibus comprehensa. Accesserunt Orationes tres: i. Pro jurisdictione Pontificum; ii. De Ecclesiis suburbicariis; iii. De Agro limitato, Padua 1731
- De Vita et Rebus Gestis Francisi Mauroceni, Peloponnesiaci Principis Venetorum Libri IV, Padua 1749

Letztgenanntes Werk, eine Biographie von Francesco Morosini, erhielt das Lob, dass es in einem dem Gegenstand angemessenen Stil geschrieben sei. Die fachkundigen Bücher Arrighis über päpstliche Jurisprudenz waren nicht nur Kirchenrechtlern, sondern auch Studenten der Kirchengeschichte dienlich. Sie erörterten die Ansichten anerkannter römisch-katholischer Juristen bezüglich des Ausmaßes päpstlicher Autorität auf dem Gebiet der Rechtsprechung und Kirchenzucht und wurden an der venezianischen Universität in Padua mit Genehmigung des venezianischen Senats gelehrt, einer Körperschaft, die nie zu einer nachgiebigen Haltung gegenüber Einflussnahme seitens des Vatikans geneigt war.
Ferner hinterließ Arrighi mehrere Schriften in Manuskriptform:
- De Bello Cyprio Libri V
- Disputationes Academicae quae versantur de Jure Pontificum
- De Vita Caroli Ruzzini Liber (Biographie des venezianischen Dogen Carlo Ruzzini)
- Disputationes Academicae XIV (über Römisches Recht)
- Epistolarum Liber adversus libellum Epistolarum hominis NN.

In letztgenannter Schrift in Briefform führte Arrighi eine erbitterte Kontroverse mit einem anonymen Kritiker bezüglich eines von ihm verfassten Epitaphs auf den Kanoniker Pappafava. Diese Auseinandersetzung wurde äußerst heftig weitergeführt, bis Zensoren der Universität Padua ihr ein Ende setzten.